# Neunerlei
Das Neunerlei ist ein alter Weihnachtsbrauch, der im Erzgebirge sowie teilweise auch im Vogtland und im Egerland am Heiligabend gepflegt wird. Kern des Neunerlei (mundartlich Neinerlaa) ist ein Weihnachtsessen aus neun Gerichten (oder deren Bestandteilen), die stark variieren können. Der Lehrer und Schriftsteller Karl Sewart führt die Anzahl der Gerichte auf die christliche Religion zurück: „Die Neun steht als Dreimaldrei in engem Zusammenhang zur christlichen Dreifaltigkeit Gottes. Sie ist die Zahl der Engelschöre. Durch neun Planetensphären gelangt man zum Ort der Erlösten, der Himmelsweg der Seele erfolgt über neun Stufen der Erlösung. Die Quadratzahl der Neun, die 81, ist die Zahl der Ewigkeit.“
Das Neunerlei wird bereits 1799 im Ur-Heilig-Obnd-Lied besungen („M’r ham aah Neinerlaa gekocht, aah Worscht un Sauerkraut…“). Max Schreyer wird die 1896 entstandene Strophe „Mir habn heit Kließ un Sauerkraut un Sellerisolat. De Klaane ißt de Kließ net gern, die kriegt e Rauche Mad.“ zugeschrieben. Ebenfalls aus dem 19. Jahrhundert stammen Berichte aus Franken, die darauf hinweisen, dass die Zusammenstellung von neun verschiedenen Speisen zu einem Gericht nicht auf das Erzgebirge beschränkt war. Selbst für das polnische Weihnachtsessen Wigilia, das seit Mitte des 20. Jahrhunderts meist aus zwölf Gerichten besteht, sind auch Rezepte mit neun Gerichten bekannt. Die genaue Anzahl legte vor dem 19. Jahrhundert, also auch vor der ersten Überlieferung des Neunerleis, meist jeder Haushalt für sich selbst fest – nicht zuletzt in Abhängigkeit von der eigenen ökonomischen Situation. Die Tradition des polnischen Weihnachtsessens lässt sich mindestens bis zur Herrschaft Johann III. Sobieskis, also ins 17. Jahrhundert zurückverfolgen.

## Beispiel

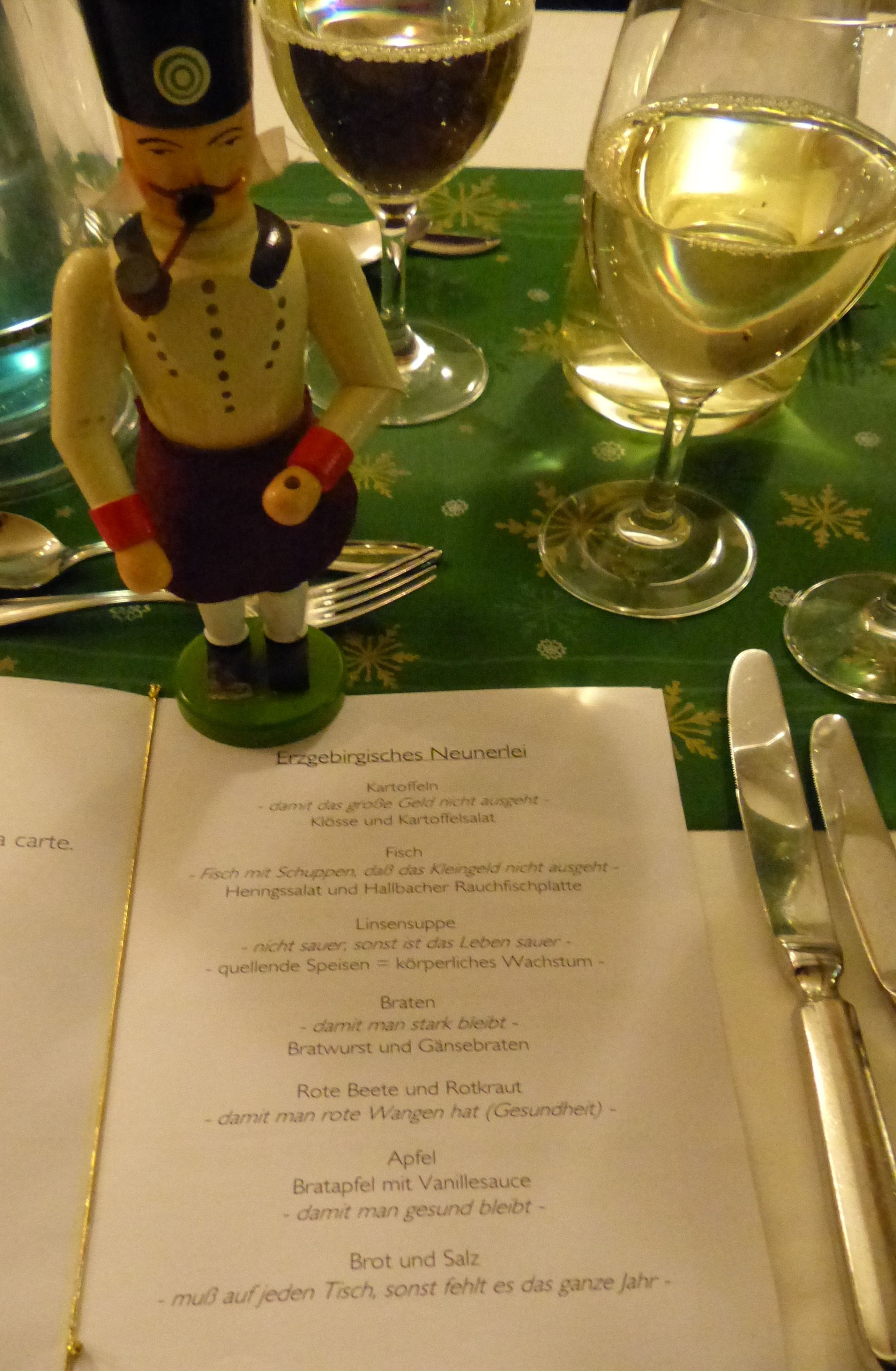
Neunerlei-Karte aus der Saigerhütte Grünthal

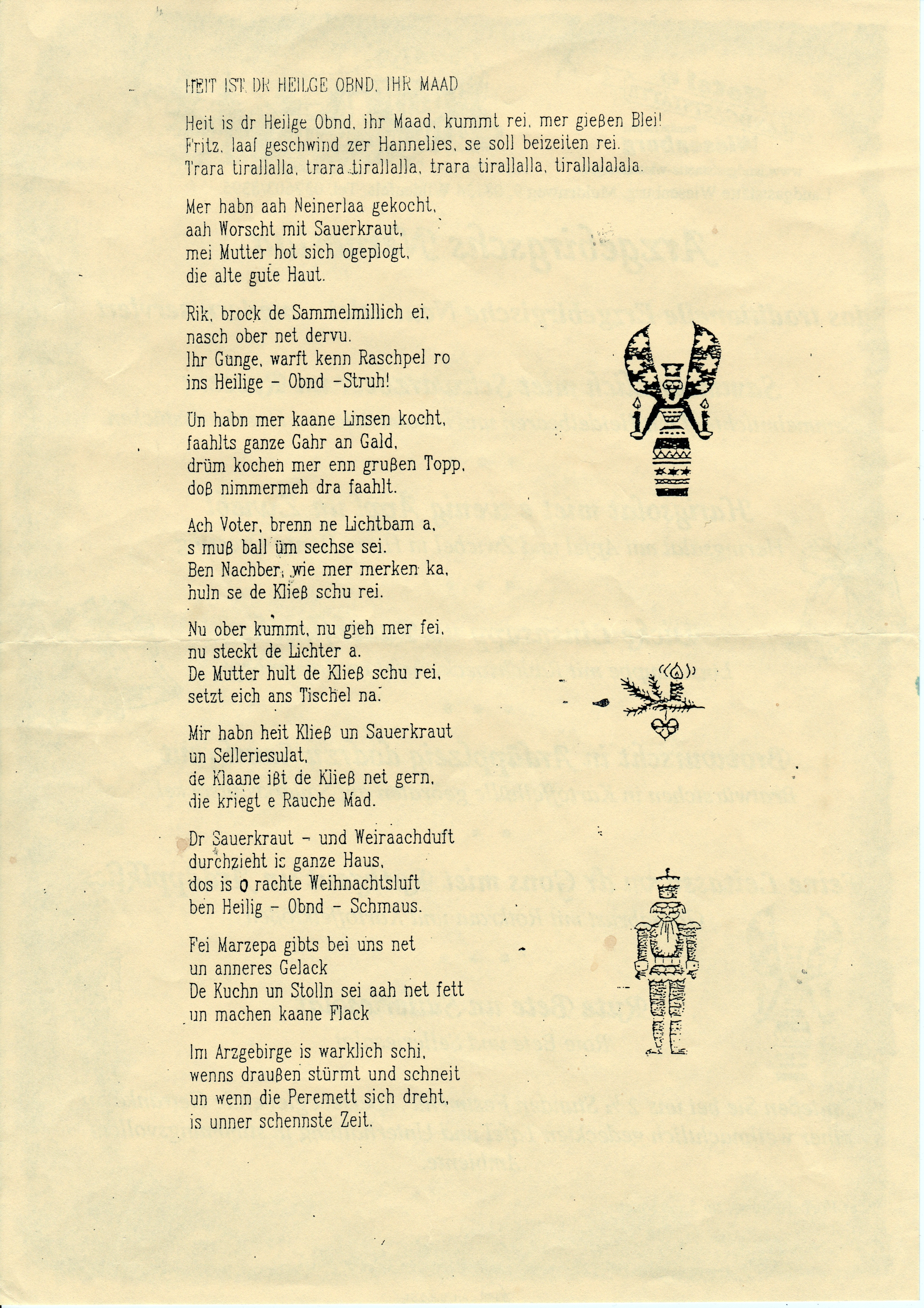
Die „Neinerlaastrophen“ des Heilig-Obnd-Liedes auf der Rückseite einer entsprechenden Menükarte

Ein Beispiel für solch ein Essen wäre Bratwurst mit gekochten Kartoffelklößen, Sauerkraut und darüber zerlassene Butter. Als Nachtisch gibt es Sellerie, dann eine Linsensuppe und zum Schluss Heidelbeerkompott. Brot und Salz stehen immer auf dem Tisch bereit.
Die einzelnen Gänge und Zutaten des Menüs haben jeweils eine bestimmte Bedeutung:
- Bratwurst steht zum Erhalt von Herzlichkeit und Kraft („doß m’r Harzhaftigkeit un Kraft bewohrt“),
- Sauerkraut steht dafür, dass einem das Leben nicht sauer wird („damit ens Labn net sauer wird“),
- Linsen stehen dafür, dass einem das Kleingeld nicht ausgeht („doß ens klaane Gald net ausgieht“),
- Klöße, Karpfen und Hering stehen dafür, dass das große Geld nicht ausgeht („doß es net an’ grußen Gald fahlt“),
- Gans, Schweinebraten und Kuhhase stehen dafür, dass einem das Glück treu bleibt („doß ens Gelick trei blebt“),
- Kompott steht dafür, dass man sich des Lebens erfreuen kann („doß m’r sich ’s ganze Laabn freie kah“),
- Semmelmilch steht dafür, dass man nicht erkrankt („doß en de Nos net truppt in neie Gahr“ oder Buttermilch, „doß mr ka Koppwiting (Kopfschmerzen) hat/kriecht“),
- Nüsse oder Mandeln stehen dafür, dass der Lebensalltag im nächsten Jahr gut abläuft („doß dr Labnswogn gut geölt dorchs neie Gahr fährt“) und
- Pilze oder rote Rüben schließlich sollen Freude, Glück und Gesundheit bringen („Freid un Gelick un rute Backen“) oder gutes Wachstum für das Getreide bedeuten.

Das Neunerlei wird am Heiligen Abend durch zahlreiche weitere Bräuche wie Heiligabendlicht im Erbleuchter, Stroh unter der Tischdecke, Kleingeld unter dem Teller und zusätzlich aufgelegtes Gedeck für den fremden (armen) Gast begleitet. Die Reste des Neunerleis werden am nächsten Tag gegessen. Vom Aufstehen während des Mahles wird abgeraten („sonst wird man bestohlen“ oder „sonst verlegen einem die Hühner die Eier“). Auch ist es allgemein üblich, dass Salz und Brot ins Tischtuch eingewickelt werden und über Nacht liegenbleiben.